# Mysuru
Mysuru (Kannada ಮೈಸೂರು Maisūru, [ˈmai̯suːru], eingedeutscht auch Maisur oder Maissur), bis 2014 Mysore (Ausspracheⓘ [ˈmaɪ̯sɔːr]), ist eine Stadt mit knapp 890.000 Einwohnern (Volkszählung 2011) im indischen Bundesstaat Karnataka. Mysuru ist die drittgrößte Stadt Karnatakas, Verwaltungssitz des Distrikts Mysuru sowie Sitz der University of Mysore (seit 1916). Vor der indischen Unabhängigkeit war Mysuru Hauptstadt des Fürstenstaates Mysore.

## Geographie

### Lage
Mysuru liegt etwa 155 km (Fahrtstrecke) südwestlich von Bengaluru im südlichen Dekkan-Hochland in einer Höhe von ca. 770 m ü. d. M.

### Klima
Aufgrund der Höhenlage sind die sommerlichen Temperaturen erträglich: 35 oder gar 40 °C werden nur selten erreicht; nachts kühlt es sich – je nach Bewölkung – auf etwa 20 bis 25 °C ab. Im Winter liegen die durchschnittlichen Tagestemperaturen bei ca. 20 bis 25 °C; nachts fällt das Thermometer auf ca. 5 bis 10 °C ab. Regen fällt eigentlich nur in den Monsunmonaten Juli bis September.

## Der Name der Stadt
Nach dem Gründungsmythos Mysurus gehörte die Gegend um die heutige Stadt dem Büffeldämon Mahisasur (Mahisha). Die Göttin Durga habe ihn dort in ihrer Gestalt als Chamundeshwari erschlagen. Vom Namen des getöteten Dämons soll sich auch der Name der Stadt herleiten: Die kanaresische Bezeichnung Maisūru sei demnach eine verschliffene Form von Mahishūru („Stadt Mahishas“).
Anlässlich des fünfzigsten Jahrestags der Gründung des Bundesstaats im Jahr 2006 beschloss die Regierung von Karnataka nach einem Vorschlag des Schriftstellers U. R. Ananthamurthy, den englischen Namen der Stadt in ihre Kannada-Namensform Mysuru umzubenennen. Die indische Zentralregierung unter Premierminister Manmohan Singh stimmte der Namensänderung zunächst nicht zu. Erst unter der bei der 2014 neu gewählten Regierung von Premierminister Narendra Modi trat die Umbenennung am 1. November 2014 offiziell in Kraft.

## Wirtschaft und Infrastruktur

### Wirtschaft
Der traditionell wichtigste Industriezweig der Stadt ist die Textilindustrie, besonders Seidenstoffe werden überregional geschätzt. In den letzten Jahrzehnten haben sich zahlreiche andere Industrien angesiedelt, unter anderem Maschinen-, Pharma-, elektrotechnische, Chemie- und Kunststoffindustrie sowie Zulieferer der Fahrzeugindustrie. Die IT-Branche ist mittlerweile stark vertreten. Das Unternehmen Infosys hat ein großes Firmengelände in der Nähe von Mysuru angelegt, in dem bald mehr Mitarbeiter beschäftigt sein sollen als auf dem Muttergelände in Bengaluru. Auch für andere indische IT-Firmen wird das nur zwei Zugstunden von der IT-Hauptstadt Bengaluru entfernte, weitaus ruhigere und angenehmere Mysuru zusehends attraktiver. Traditionell werden in Mysuru Sandelholz und Bronze handwerklich verarbeitet. Beträchtlichen Anteil an der wirtschaftlichen Entwicklung Mysurus hat mittlerweile der Fremdenverkehr gewonnen, wobei die Inder selbst den Hauptanteil bilden.

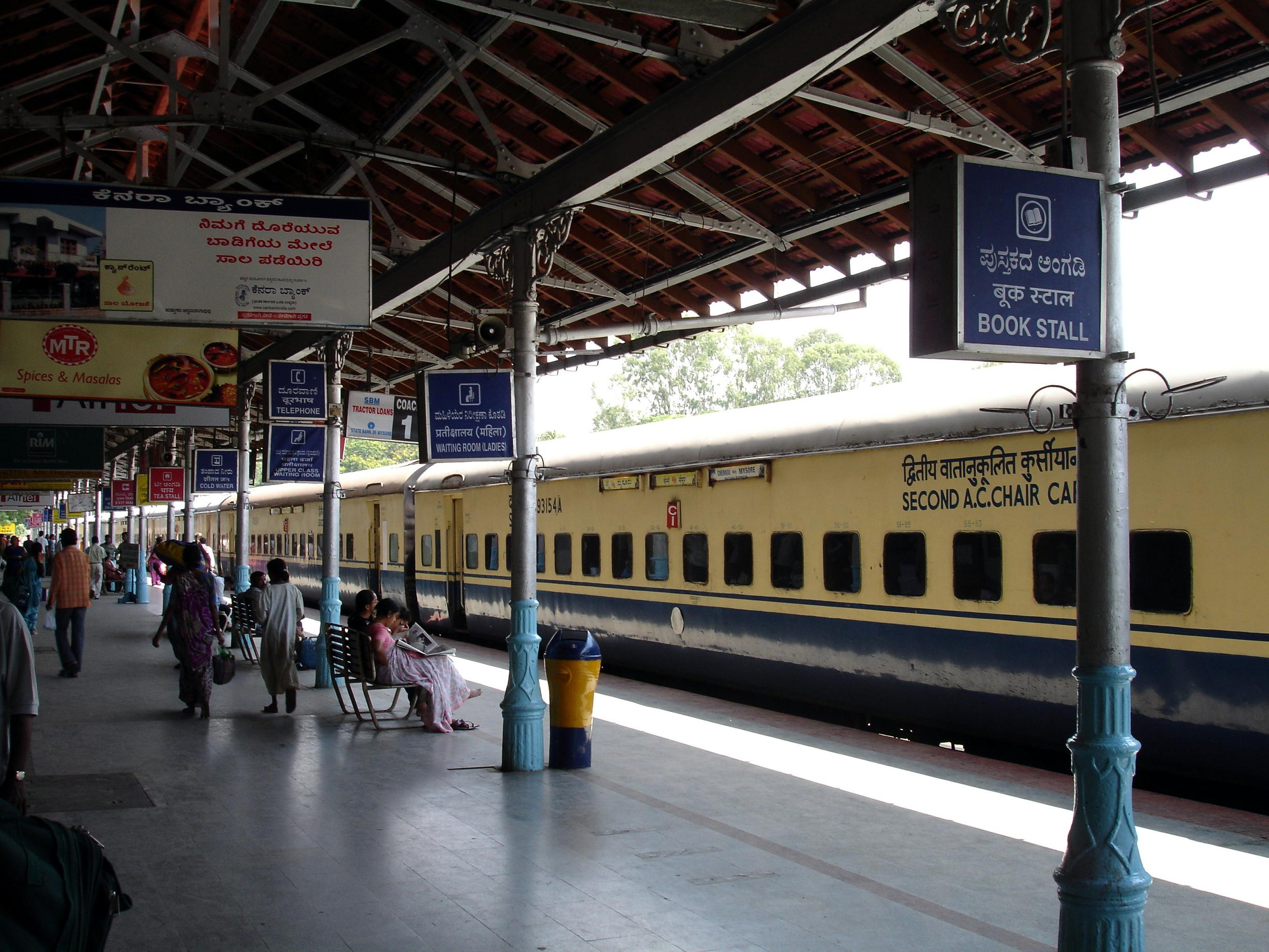
Bahnhof von Mysuru

### Infrastruktur
Mysuru verfügt als Eisenbahnknotenpunkt über eine relativ gute Anbindung ans Schienennetz. Mit dem Shatabdi Express besteht eine schnelle Verbindung nach Bengaluru und Chennai. Auch die Straßenanbindung ist für indische Verhältnisse gut. Die Fernverkehrsstraße nach Bengaluru ist inzwischen vierspurig ausgebaut. Darüber hinaus ist der zuvor bereits stillgelegte Mandakalli-Flughafen ausgebaut und Mitte Mai 2010 eröffnet worden.

## Geschichte
Der erste Beleg für die Existenz Mysurus ist eine etwa auf das Jahr 950 zu datierende Inschrift aus der Zeit der Ganga-Dynastie, die zu Beginn des 11. Jahrhunderts von den Chola abgelöst wurde. Letztere ließen mehrere Tempel in der Stadt errichten, die von der ab dem 12. Jahrhundert regierenden Hoysala-Dynastie erweitert wurden.
Ab 1399 herrschte die ursprünglich aus Dwarka auf der Halbinsel Kathiawar stammende hinduistische Dynastie der Wodeyar über die Stadt und die umliegenden Gebiete. Ihr Territorium war dem  Vijayanagar-Reich tributpflichtig. Nach dessen Zusammenbruch im Jahre 1565 wurde Mysore Hauptstadt des gleichnamigen, unabhängigen Königreiches. Radscha Wodeyar I. (1578–1617) verlegte die Hauptstadt 1610 allerdings nach Shrirangapattana. Im 18. Jahrhundert wurde die Herrschaft der Wodeyar durch den muslimischen Usurpator Hyder Ali (de facto reg. 1761–1782) und die Thronbesteigung seines Sohnes Tipu Sultan (1782–1799) unterbrochen. Unter ihnen erreichte das Königreich Mysore seine größte Ausdehnung: weite Teile Südindiens wurden erobert und unterworfen. Das Reich geriet alsbald in Konflikte mit den Briten, die ihre kolonialen Interessen gefährdet sahen.
Tipu Sultan von Mysore erklärte den Engländern den Krieg, unterstützt vom Nizam von Hyderabad und den Marathen, wurde aber 1761 besiegt und auf seine Region Shrirangapattana eingegrenzt. Nach Gebietsabtretungen im Jahr 1792 nahm Tipu Sultan den Krieg gegen die Briten unter Arthur Wellesley, 1. Herzog von Wellington wieder auf. Aus den vier Mysore-Kriegen ging die Kolonialmacht letztlich als Sieger hervor. Tipu Sultan kam am 4. Mai 1799 bei der Erstürmung Srirangapatnas ums Leben. Der größere Teil von Mysore wurde unter direkte englische Herrschaft gestellt.
Mit der Wiedereinsetzung der hinduistischen Wodeyar-Dynastie 1799, nun allerdings als britische Vasallen, wurde Mysore erneut Hauptstadt des Königreiches. Zwar verlegten die britischen Kolonialherren die Hauptstadt im Jahr 1831 nach Bengaluru, Wohnsitz der Radschas blieb jedoch bis zur Unabhängigkeit Indiens Mysore. Ihr Reich wurde 1947 ein indischer Bundesstaat.
Im Jahr 1956 wurde Mysore dem nach Sprachgrenzen neu geschaffenen, gleichnamigen Bundesstaat zugeordnet, der 1973 in Karnataka umbenannt wurde. 2014 wurde die Stadt von Mysore in Mysuru umbenannt.

## Sehenswürdigkeiten

### Stadt
Mysuru ist eines der wichtigsten touristischen Zentren Karnatakas. Besonders das Erbe der früheren Maharadschas von Mysore zieht viele in- und ausländische Besucher in die Stadt.
- Amba-Vilas-Palast

Hauptartikel Amba Vilas
- Chamundi Hill

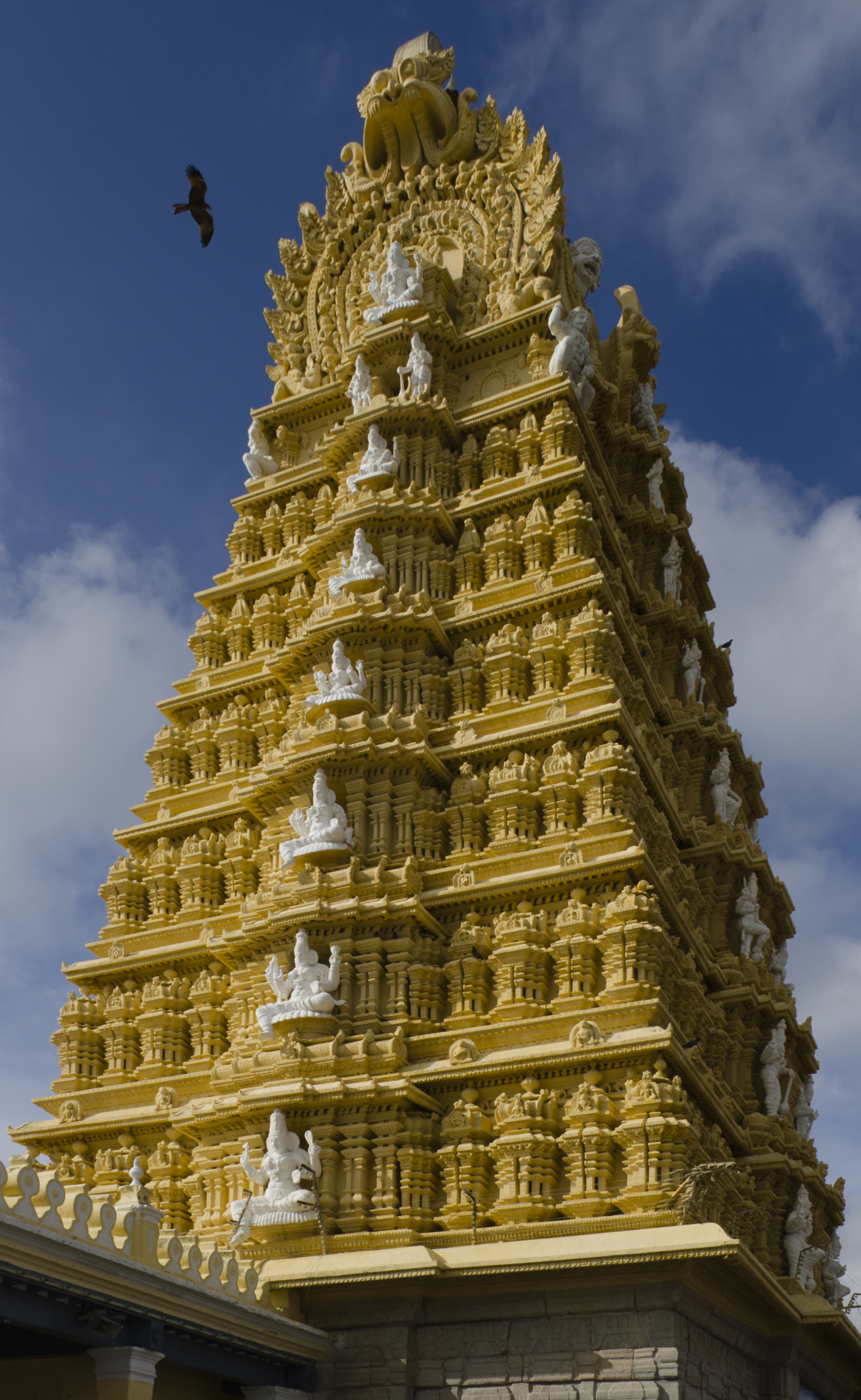
Sri-Chamundeshwari-Tempel

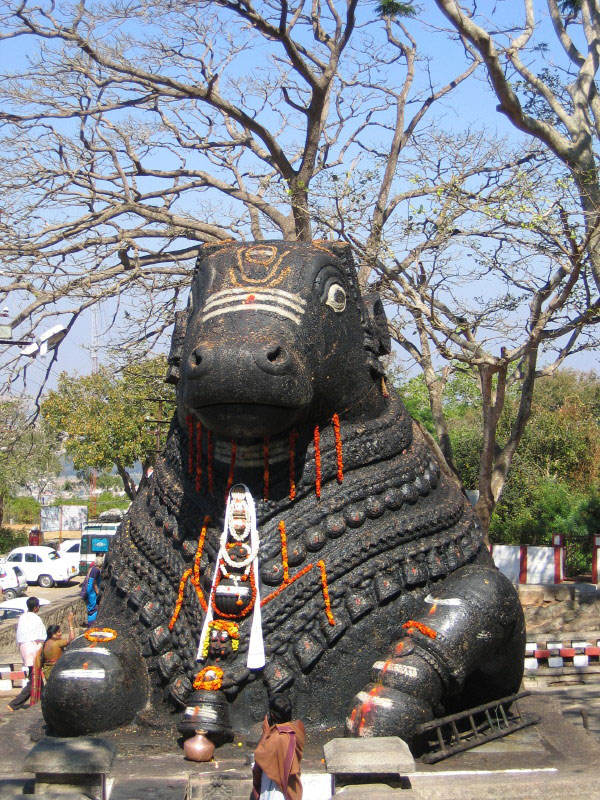
Nandi-Statue am Chamundi Hill

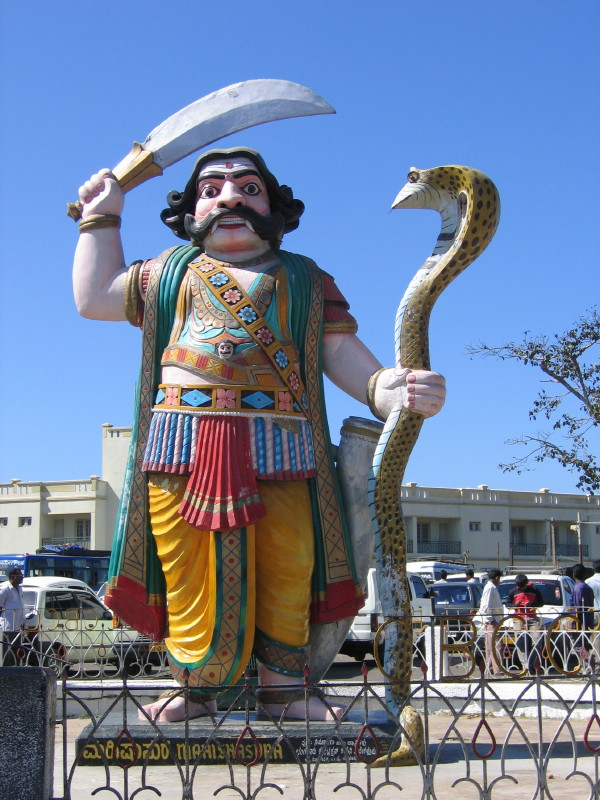
Mahishasura-Statue am Chamundi Hill

Etwa drei Kilometer außerhalb des Stadtzentrums erhebt sich der 1062 Meter hohe Chamundi Hill, auf dessen Spitze sich der Chamundeshwari-Tempel befindet. Dieses wichtige Pilgerziel aus dem 12. Jahrhundert wird von einem siebenstöckigen, 40 Meter hohen Gopuram dominiert, der aber erst vor etwa 300 Jahren hinzugefügt wurde. Der Tempel ist Durga (Chamundeshwari) geweiht. Etwa 1000 Stufen führen zu ihm hinauf. Auf etwa halber Höhe steht eine 5 m hohe, monolithische Statue des Stieres Nandi, dem Reittier Shivas. Die 1659 aus dem Felsen geschlagene Figur ist eine der größten ihrer Art in ganz Indien. Unweit findet sich auch eine Statue des Dämons Mahishasura.
- Jaganmohan-Palast

Westlich des Amba-Vilas-Palastes liegt dieser 1861 erbaute Palast, der heute eine Galerie (Sri Jayachamarajendra Art Gallery) beherbergt, in der u. a. Porträts ehemaliger Herrscher, Miniaturmalereien, Möbel und Musikinstrumente ausgestellt werden.
- St. Philomena’s Church

Die katholische Kirche aus dem Jahre 1931, eine der größten Kirchen Indiens, greift u. a. mit ihren beiden hoch aufragenden Türmen und den Buntglasfenstern den Stil der europäischen Gotik auf. In einer unterirdischen Kapelle wird eine Reliquie der Märtyrerin Philomena aufbewahrt.
- Sonstige Sehenswürdigkeiten

Es existieren noch einige kleinere Paläste in Mysuru. Besonders erwähnenswert sind der ursprünglich für Gäste des Maharadschas errichtete Lalita-Mahal-Palast am Chamundi Hill sowie der Rajendra-Vilas-Palast. Des Weiteren gibt es in Mysuru zahlreiche repräsentative Bauten der Kolonialzeit, u. a. das Rathaus, die Rangacharlu Memorial Hall und den Uhrturm von 1927 zu Ehren des silbernen Regentschaftsjubiläums des Maharadschas.
Sehenswert ist auch der Markt, einer der schönsten und größten Südindiens, bekannt für Gewürze und indische Parfums. Im Südosten der Stadt liegt der Mysore Zoo.

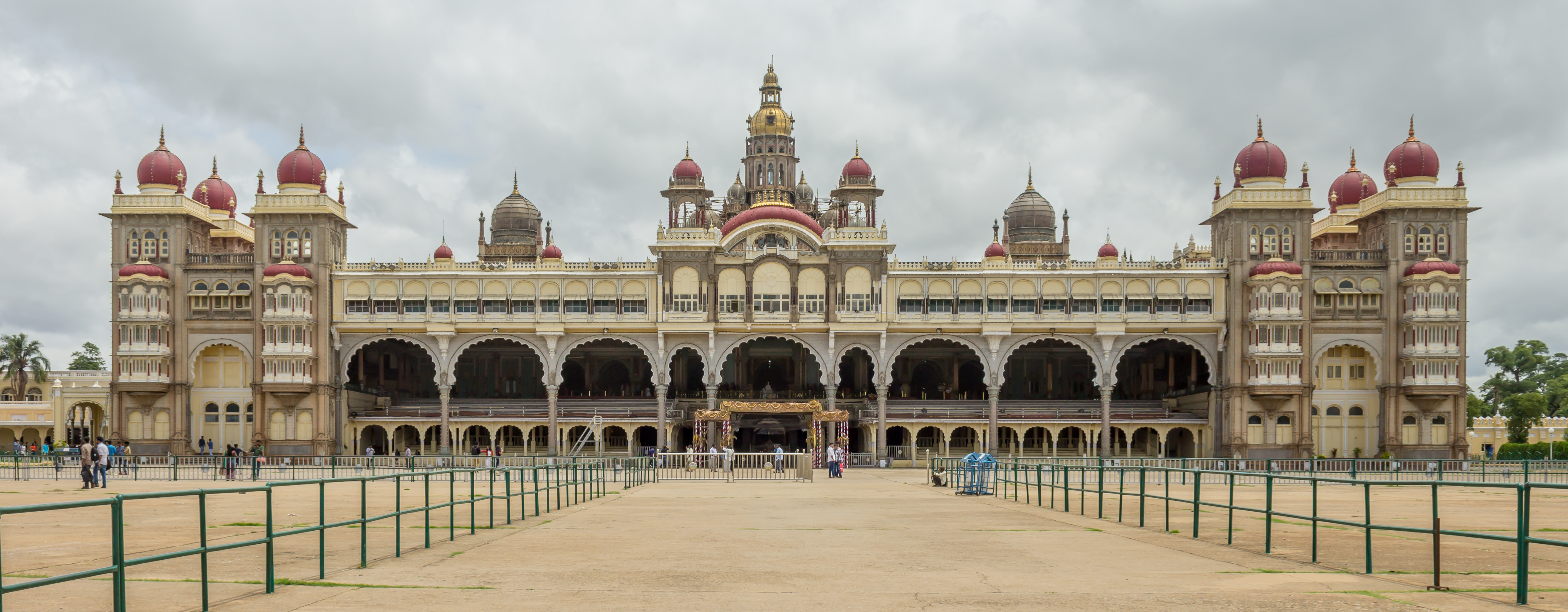
Maharadschapalast
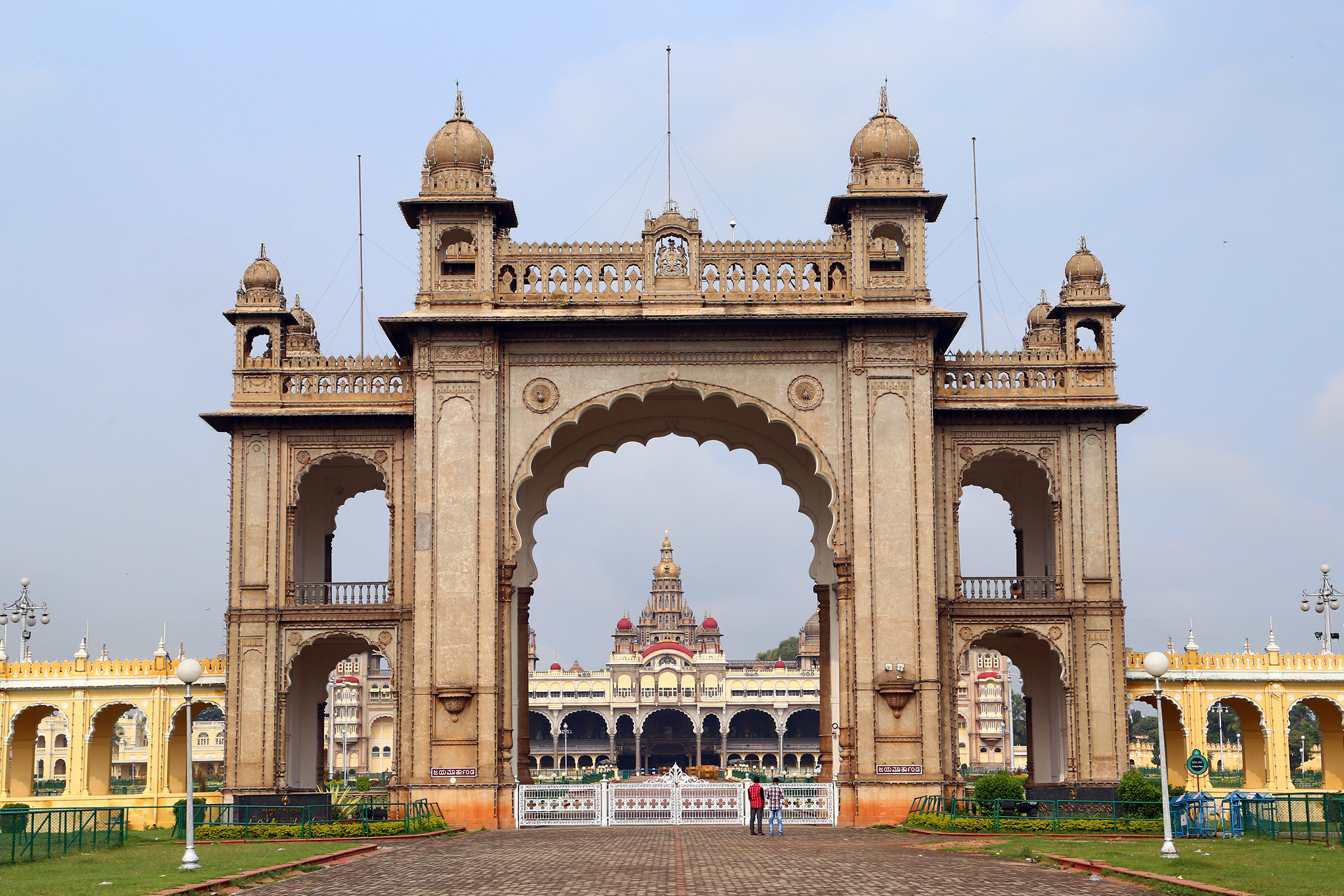
Tor beim Maharadschapalast
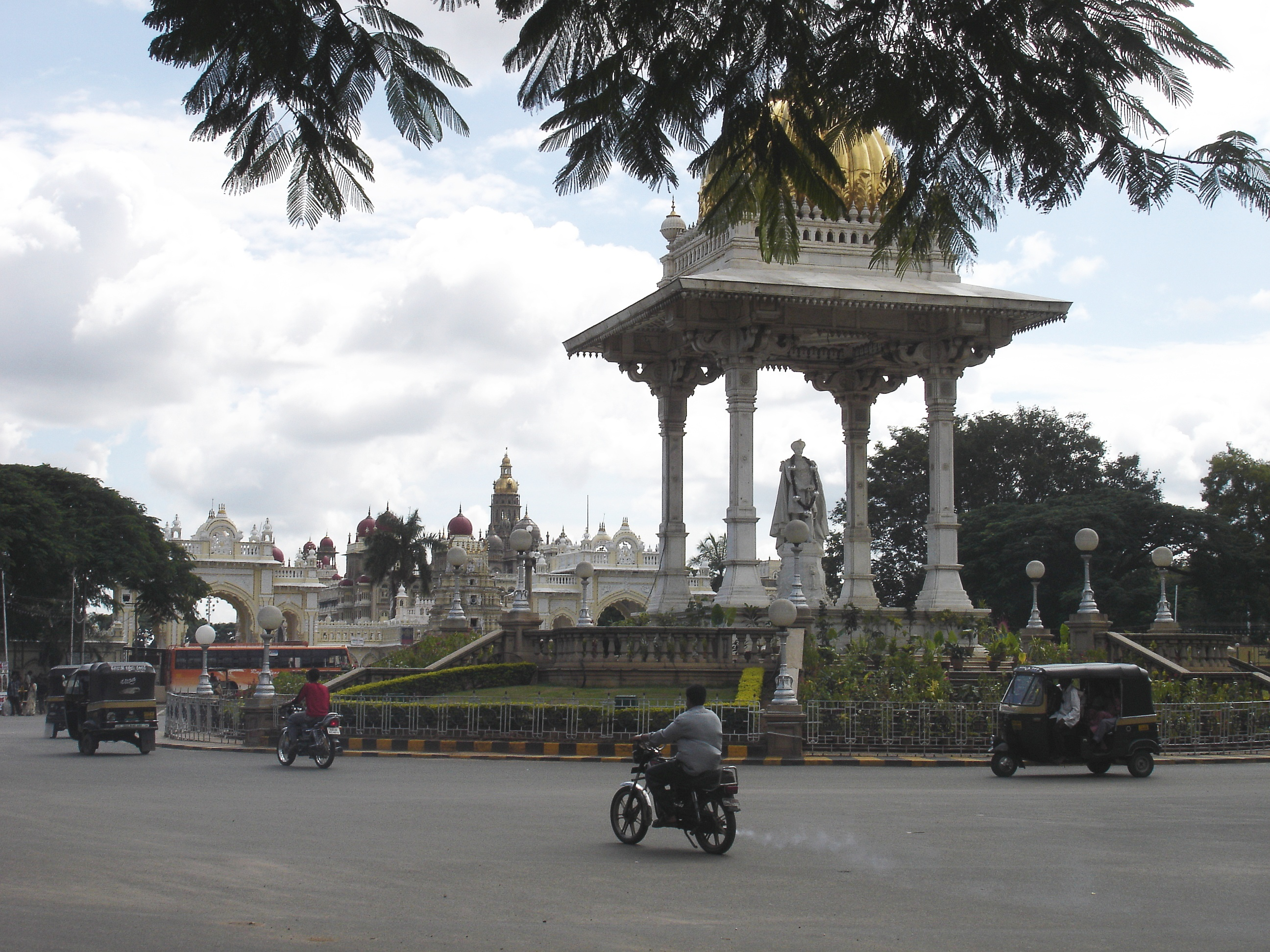
Außerhalb des Palastes

### Nähere Umgebung
- Shrirangapattana

Viele historische Sehenswürdigkeiten bietet das 16 km (Fahrtstrecke) nordöstlich von Mysuru gelegene Shrirangapattana, 1610 bis 1799 Hauptstadt des Königreiches Mysore.
- Brindavan-Gärten

Rund 15 Kilometer nordwestlich von Mysuru liegen die Brindavan-Gärten am Fluss Kaveri, unterhalb des Krishna-Radscha-Sagar-Staudammes. Die in den 30er Jahren für den Maharadscha angelegten Gärten erstrecken sich auf einer Fläche von rund 60 Hektar.
- Vogelschutzgebiet Ranganathittu

In diesem kaum 2 km² großen, auf sechs winzigen Inseln im Fluss Kaveri gelegenen Schutzgebiet sind eine Vielzahl teils seltener Vögel zu beobachten.
- Somanathapura

Der Keshava-Tempel aus der Hoysala-Zeit ist die größte Attraktion des etwa 35 km östlich von Mysuru gelegenen Dorfes Somnathpur.

## Persönlichkeiten

### Söhne und Töchter der Stadt
- Krishnaraja Wadiyar IV. (1884–1940), Maharadscha von Mysore
- Jayachamaraja Wodeyar (1919–1974), letzter Maharadscha des Staates Mysore
- Devendra Murdeshwar (1923–2000), Bansurispieler und Musikpädagoge
- Kamala Markandaya (1924–2004), Schriftstellerin
- K. V. Varadaraj (1924–2011), Fußballspieler
- Joseph Roy (1925–2004), Bischof von Mysore
- A. K. Ramanujan (1929–1993), indisch-amerikanischer Indologe und Dichter
- T. K. V. Desikachar (1938–2016), Yoga-Lehrer und Autor
- T. K. Sribhashyam (1940–2017), Yogalehrer
- N. R. Narayanamurthy (* 1946), Unternehmer
- Vishnuvardhan (1950–2009), Schauspieler
- Madappa Prakash (* 1953), Astrophysiker und Kernphysiker
- Viktor K. Prasanna (* 1956), indisch-US-amerikanischer Computeringenieur
- Vasudha Thozhur (* 1956), Malerin
- Sadhguru Jaggi Vasudev (* 1957), Yogi, Mystiker, Gründer der Isha Foundation, Bestsellerautor
- N. Ravikiran (* 1967), Musiker, ein gefeiertes Wunderkind seit seinem 2. Lebensjahr
- Gita Gopinath (* 1971), indisch-US-amerikanische Ökonomin und Chefvolkswirtin des Internationalen Währungsfonds
- Vikas Gowda (* 1983), Diskuswerfer und Kugelstoßer
- Devaki Jain (* 1933), Wirtschaftswissenschaftlerin
- S. D. Prajwal Dev (* 1996), Tennisspieler

### Persönlichkeiten, die vor Ort gewirkt haben
- Martin Onslow Forster (1872–1945), britischer Chemiker, lehrte an der Universität, in Mysuru verstorben